# Єнс Есмарк
Єнс Есмарк (дан. Jens Esmark) — дансько-норвезький професор мінералогії, який зробив внесок у багато початкових відкриттів і концептуальних аналізів льодовиків, зокрема в концепцію, що в минулому льодовики покривали більші площі.

## Життєпис

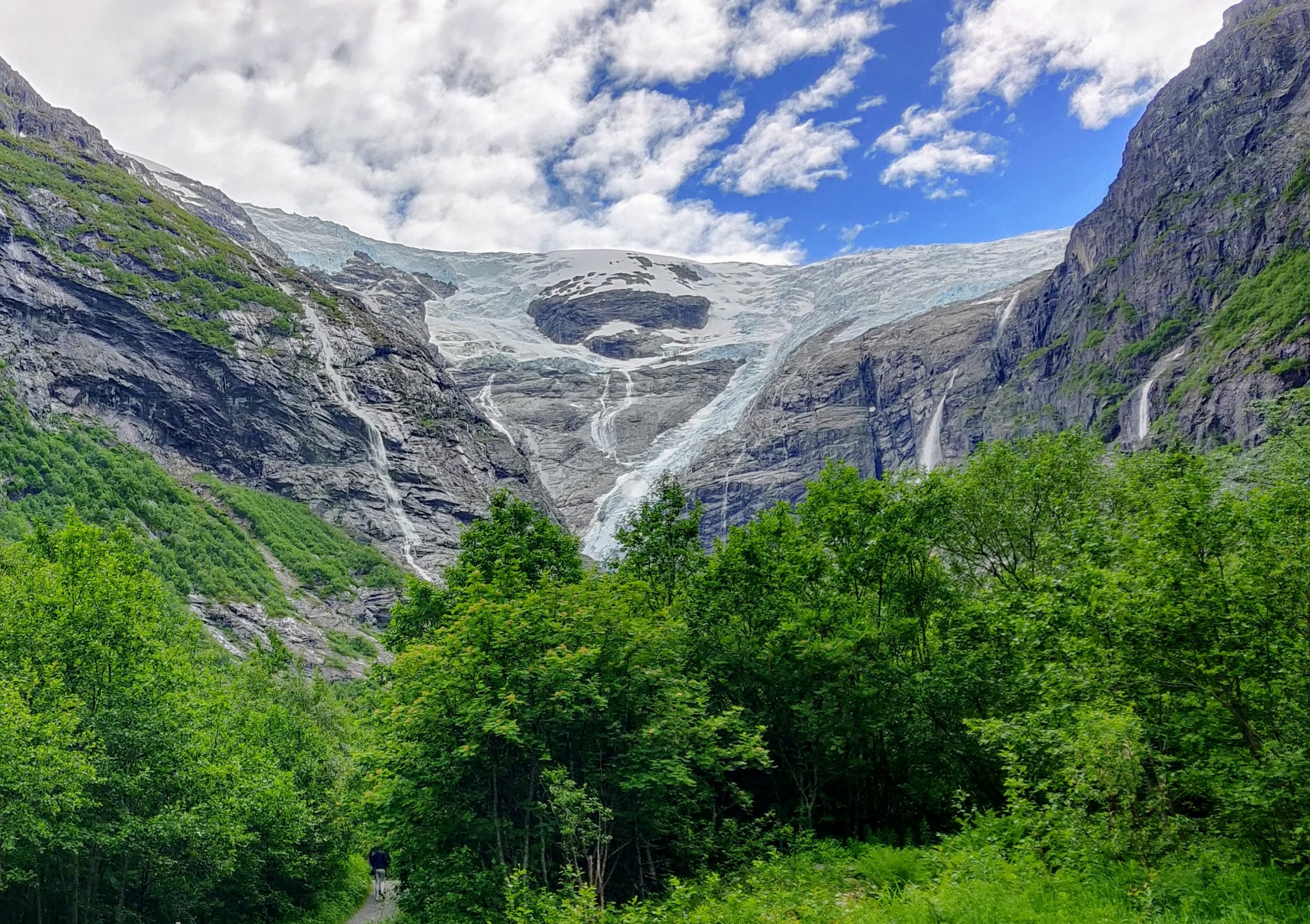
Льодовик, Бріксдалсбреен, Норвегія

Єнс Есмарк народився в місті Хоулб'єрг в Орхусі, Данія. Есмарк переїхав до Норвегії, до громади видобувачів срібла в Конгсберзі. Він навчався в місцевій гірничій академії. Своє подальше навчання він завершив у Копенгагені і був прийнятий на посаду маркшейдера. Починаючи з 1797 року, Есмарк працював викладачем мінералогії в Гірничій академії Конгсберга. У 1814 році Есмарк став першим в Норвегії професором геології в Університеті Осло, і був описаний професором четвертинної геології та гляціології Бйорном Г. Андерсеном як «піонер в геології льодовиків».
1798 року Есмарк був першою людиною, яка піднялася на вершину Снохетта, найвищу в гірському масиві Довреф'єлл на півдні Норвегії. Того ж року він очолив першу експедицію на Бітіхорн, невелику гору на південній околиці Ютунгеймена, Норвегія. У 1810 році він був першою людиною, яка піднялася на гору Гаустатоппен у Телемарку, Норвегія.
1824 року професор Есмарк висунув теорію, що колись льодовики були більшими й товстішими та вкривали більшу частину Норвегії та прилегле морське дно. Він також пояснював ератичні валуни і морени льодовиковим транспортуванням і відкладенням. Він вперше визнав льодовики потужним збудником ерозії, який вирізав норвезькі фіорди.
Професор Есмарк також був важливою фігурою в історії та культурній спадщині мінералогії. Він представив норит, назва якого походить від норвезької назви Норвегії — Norge.
Його син, Ганс Мортен Тране Есмарк, на острові Льовоя, Норвегія, знайшов перші зразки чорного мінералу ториту, з якого походить елемент торій. Його син також надав йому новий мінерал, який він знайшов в Арендалі, Норвегія. У 1806 році він назвав його датолітом, від грецького слова, що означає «ділити». Це було відсиланням до зернистої структури перших досліджених зразків.
У 1825 році професор Есмарк був обраний членом Шведської королівської академії наук. У 1832 році його посвятили в лицарі шведського ордену Вази.

## Вибрані твори
- Короткий опис мінералогічної подорожі через Унґарн, Сібенбюрґен і Баннат (Фрайберґ, 1798) (Kurze Beschreibung einer mineralogischen Reise durch Ungarn, Siebenbürgen und das Bannat)
- Подорож з Християнії до Тронх'єма (1829) (Reise fra Christiania til Trondhjem)